# Walter Vicente Gomes
Walter Vicente Gomes (São João Batista (então distrito de Tijucas), 27 de fevereiro de 1926 - , 5 de abril de 1972) foi um advogado e político brasileiro.
Nasceu em São João Batista que na época era distrito de Tijucas, pois foi emancipada somente em 1958. 
Filho de João Vicente Gomes e de Alice Soares Gomes. 
Foi prefeito de Tijucas de 1956 a 1958.
Foi deputado à Assembleia Legislativa de Santa Catarina na 4ª legislatura (1959 — 1963), na 5ª legislatura (1963 — 1967), na 6ª legislatura (1967 — 1971), e na 7ª legislatura (1971 — 1975). Licenciou-se do mandato por problemas de saúde.